# 애너하임 아미고스
애너하임 아미고스/로스앤젤레스 스타스(영어: Anaheim Amigos/영어: Los Angeles Stars)는 캘리포니아주 애너하임/캘리포니아주 로스앤젤레스를 연고지로 하는 1967년부터 1970년까지 ABA 서부 디비전 소속 프로 농구 팀이다. 홈경기장은 애너하임 컨벤션 센터와 로스앤젤레스 메모리얼 스포츠 아레나이다.
1970년 연고지를 유타주 솔트 레이크 시티 (유타 스타스(영어: Utah Stars))로 이전했다.

## 역대 홈경기장
| 경기장                              | 사용기간      | 수용인원 | 장소                      | 비고 |
| ----------------------------------- | ------------- | -------- | ------------------------- | ---- |
| 애너하임 아미고스                   |               |          |                           |      |
| 애너하임 컨벤션 센터                | 1967년~1968년 | 7,500명  | 캘리포니아주 애너하임     | 빈칸 |
| 로스앤젤레스 스타스                 |               |          |                           |      |
| 로스앤젤레스 메모리얼 스포츠 아레나 | 1968년~1970년 | 16,161명 | 캘리포니아주 로스앤젤레스 | 빈칸 |

## 역대 감독
| 애너하임 아미고스/로스앤젤레스 스타즈 |               |
| 알 브라이트만                         | 1967년~1968년 |
| 헤리 디너                             | 1967년~1968년 |
| 빌 셔먼                               | 1968년~1970년 |

## 같이 보기
- 로스앤젤레스 클리퍼스
- 로스앤젤레스 레이커스
- 애너하임 아스널
- 로스앤젤레스 스파크스